# Карпов, Иван Андреевич
Иван Андреевич Карпов (5 августа 1923 — ноябрь 1983) — участник Великой Отечественной войны, тракторист совхоза «Макинский» Макинского района Целиноградской области Казахской ССР. Герой Социалистического Труда (19.04.1967).

## Биография
Родился 5 августа 1923 года в селе Стадница Землянского уезда Воронежской губернии, ныне — Семилукского района Воронежской области, в семье крестьянина. Русский.
Трудовую деятельность начал в 1940 году в Макинской машинно-тракторной станции (МТС) Акмолинской области Казахской ССР. В Великую Отечественную войну работал в тракторной бригаде до призыва 5 апреля 1942 года в Красную армию по мобилизации.
Участник Великой Отечественной войны. Призван Макинским РВК, Казахская ССР, Акмолинская область, Макинский район. В Действующей армии с ноября 1942 года. Боевой путь прошёл механиком-водителем танка Т-34 1-го танкового батальона 5-й отдельной гвардейской танковой бригады (60-я армия). В боях на Курской дуге был тяжело ранен.
После демобилизации в 1947 году гвардии старшина Карпов вернулся в Казахстан и продолжил работать механизатором в Макинской МТС, после её расформирования — в совхозе «Макинский» Целинного края, с апреля 1961 года — Целиноградской области.
В числе первоцелинников И. А. Карпов в 1964—1966 годах выработал на тракторе ДТ-54 5693 гектара мягкой пахоты — по 1897 гектаров в год, сэкономил за этот период 7,5 тонн горючего и подготовил 19 молодых механизаторов.
Указом Президиума Верховного Совета СССР от 19 апреля 1967 года за достигнутые успехи в увеличении производства и заготовок зерна в 1966 году Карпову Ивану Андреевичу присвоено звание Героя Социалистического Труда с вручением ордена Ленина и золотой медали «Серп и Молот».
В совершенстве овладел смежными специальностями комбайнёра, дизелиста, слесаря и сварщика, умело передавал накопленный опыт молодым специалистам.
В 1978 году вышел на пенсию.
Умер в ноябре 1983 года. Похоронен на кладбище села Вознесенка Буландынского района Акмолинской области.

## Награды
- Золотая медаль «Серп и Молот» (19.04.1967)
- Орден Ленина (19.04.1967)
- Орден Отечественной войны I степени (31.05.1945)[2]
- Медаль «За победу над Германией в Великой Отечественной войне 1941—1945 гг.» (9 мая 1945[3])[4]
- Медаль «За трудовую доблесть» (13.06.1951)
- Медаль «За освоение целинных земель» (20.10.1956)
- Юбилейная медаль «Двадцать лет Победы в Великой Отечественной войне 1941—1945 гг.» (7 мая 1965[5])
- Знак «Гвардия»
- Знак МО СССР «25 лет Победы в Великой Отечественной войне» (24 апреля 1970)

## Память
- На могиле установлен надгробный памятник.
- Его имя увековечено в Главном Храме Вооружённых сил России, и навсегда запечатлено на мемориале «Дорога памяти»